# Lo Rwa Kaf
Lo Rwa Kaf, de son vrai nom Gérose Barivoitse, né le 18 novembre 1921 à Sainte-Marie et mort le 26 juillet 2004 à Sainte-Suzanne, était un auteur-compositeur-interprète et conteur réunionnais de l'Île de La Réunion, dans le sud-ouest de l'océan Indien. 

## Biographie
Lo Rwa Kaf vient de Lo Rwa (étant le seul garçon de sa famille, sa grand-mère le surnommait ainsi) et Kaf (utilisé par un chef et ami pour qu'il soit le Roi des cafres).
Il était un interprète reconnu du maloya traditionnel ainsi qu'un conteur. 

## Postérité
Lors de l'éruption volcanique du Piton de la Fournaise du 18 février au 10 mars 2019, une nouvelle fissure s'ouvre à 300m au sud du Piton Madoré. Deux cônes se forment, baptisés Piton Lo Rwa Kaf, pour faire le pendant au Piton Madoré, et Piton Anne Mousse formé la veille de la journée de la femme,.